# Jerzy Banasik
Jerzy Leon Banasik (ur. 26 marca 1931 w Warszawie, zm. 4 maja 2023 tamże ) – polski działacz partyjny i państwowy, inżynier mechanik, podsekretarz stanu w Ministerstwie Przemysłu Chemicznego (1978–1980), dyrektor Centrali Produktów Naftowych, zastępca Głównego Inspektora Gospodarki Energetycznej.

## Życiorys
Syn Stanisława i Anastazji. W 1949 uzyskał małą maturę we Włoszczowie, a w 1951 maturę w Otwocku. W 1951 rozpoczął studia na Wydziale Mechanicznym Politechniki Warszawskiej, które później przerwał; dyplom inżyniera otrzymał ostatecznie w 1961 w Wieczorowej Szkoły Inżynierskiej w Warszawie. Pomiędzy 1953 a 1954 kierownik administracyjny Spółdzielni Pracy „Budowa” w Otwocku i szef sekcji w Rejonowej Hurtowni Artykułów Metalowych w Warszawie, następnie do 1961 starszy inżynier w Instytucie Lotnictwa. W latach 1961–1969 główny specjalista i naczelnik wydziału zaopatrzenia inwestycji w Zjednoczeniu Przemysłu Farmaceutycznego „Polfa”. Od 1969 wicedyrektor ds. technicznych, a od 1971 dyrektor Centrali Produktów Naftowych.
W 1956 wstąpił do Polskiej Zjednoczonej Partii Robotniczej, był m.in. I sekretarzem POP PZPR w „Polfie” oraz członkiem plenum Komitetu Dzielnicowego Warszawa-Śródmieście. Od lutego 1978 do maja 1980 podsekretarz stanu w Ministerstwie Przemysłu Chemicznego. W latach 1980–1987 zastępca Głównego Inspektora Gospodarki Energetycznej (do 1985 w ramach osobnego urzędu, następnie w strukturach Ministerstwa Gospodarki Materiałowej i Paliwowej). W 1988 został radcą handlowym ds. budownictwa w ramach ambasady PRL w Moskwie.
11 maja 2023 został pochowany na Cmentarzu Bródnowskim w Warszawie.